# フェルミ粒子
フェルミ粒子（フェルミりゅうし）は、量子力学上の粒子の分類のための呼称であり、 {\displaystyle \hbar } の半整数 (1/2, 3/2, 5/2, …) 倍の強度のスピン角運動量を伴う粒子を指す。フェルミオン（Fermion）とも呼ばれる。代表例として電子が挙げられる。名称はイタリア＝アメリカの物理学者エンリコ・フェルミ (Enrico Fermi) に由来する。

## 複数のフェルミ粒子の系

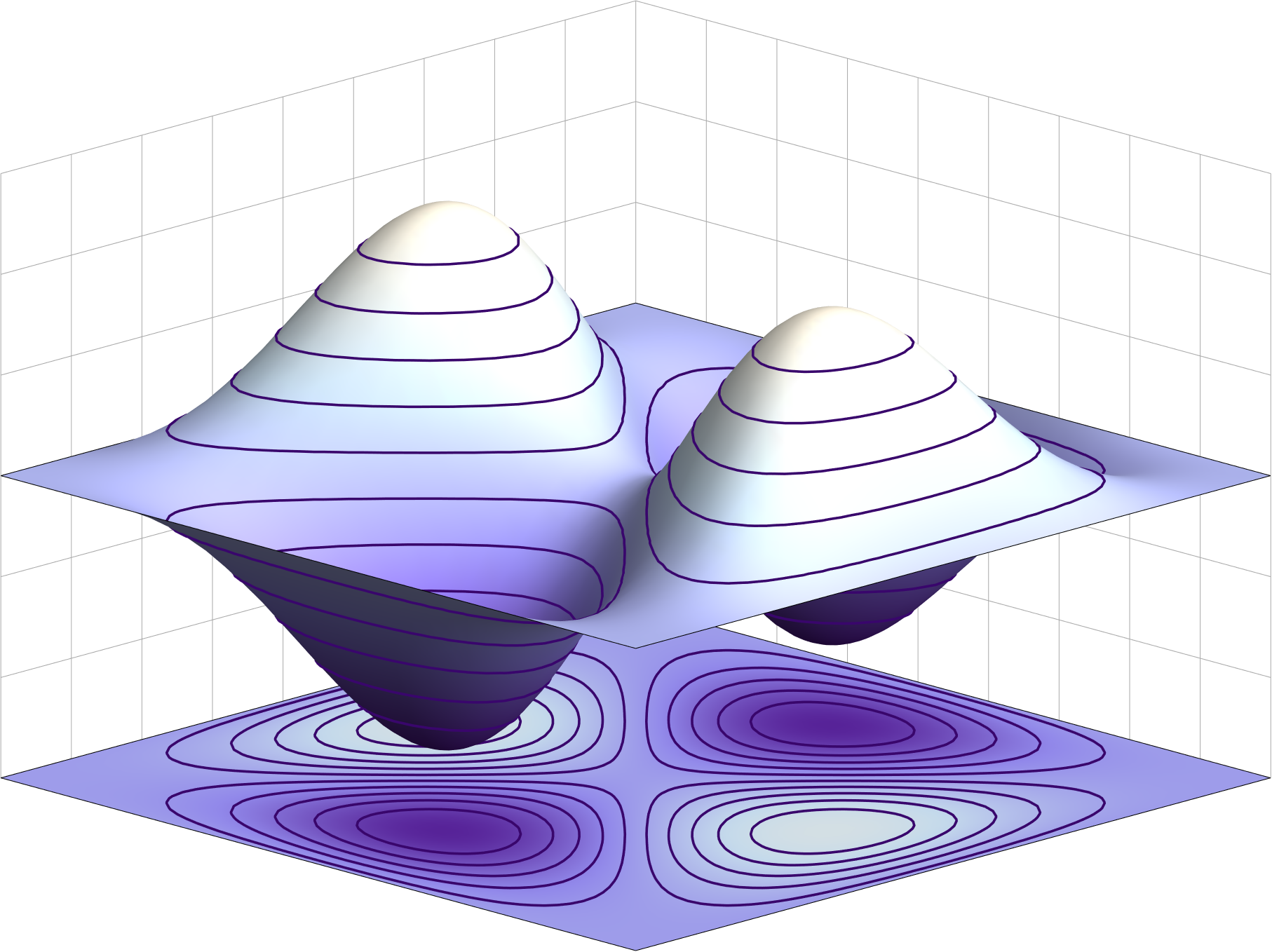
フェルミオンの二粒子状態に対応する反対称な波動関数

場の量子論から、半整数スピンを持つ粒子2つを入れ替えたとき波動関数の符号が逆転する。すなわち、同種の複数のフェルミ粒子からなる系の全波動関数は、いずれかの2個の粒子の交換に関して反対称となる。これは系の全波動関数をψ、i番目の粒子の座標をxiとしたとき、
{\displaystyle {\psi }(\ldots ,x_{i},\ldots ,x_{j},\ldots )=-{\psi }(\ldots ,x_{j},\ldots ,x_{i},\ldots )}
のようにあらわされる。式の左辺と右辺とでは i 番目と j 番目の粒子が入れ替わっており、波動関数ψの正負が逆転している。
このため、2つのフェルミ粒子について各個の波動関数を φ, χ とするとき、2粒子を合わせた全体の波動関数ψは、単に
{\displaystyle \psi (x_{1},x_{2})=\phi (x_{1})\chi (x_{2})}
とすると成立しない。
入れ替えによる符号逆転を踏まえて
{\displaystyle \psi (x_{1},x_{2})=\phi (x_{1})\chi (x_{2})-\phi (x_{2})\chi (x_{1})}
と定義される。
仮に2つのフェルミ粒子双方が同一の波動関数をとるとき
{\displaystyle \psi (x_{1},x_{2})=\phi (x_{1})\phi (x_{2})-\phi (x_{2})\phi (x_{1})=0}
2つのフェルミ粒子が同じ状態に重複する時は、ψ = 0 以外にないという結果となる。結局フェルミ粒子は、1つの系内のひとつの量子状態を複数粒子が重複することはない。すなわち、フェルミ粒子はパウリの排他原理に従う。
この規則から、熱平衡状態にある同種フェルミ粒子群からなる系の従う量子統計が導かれ、これをフェルミ=ディラック統計という。

## フェルミ粒子の例
素粒子のうちクォークとレプトンはフェルミ粒子に属し、電子やミュー粒子、ニュートリノが含まれる。また、3つのクォークからなる複合粒子であるバリオンのうち、陽子や中性子がフェルミ粒子である。